# Prétear
Prétear (jap. 新白雪姫伝説プリーティア Shin Shirayuki-hime densetsu Purītia) – manga napisana przez Jun’ichiego Satō oraz ilustrowana przez Kaori Naruse. Na podstawie mangi powstało również 13-odcinkowe anime w studiach Hal Film Maker, Kadokawa Shoten i Rondo Robe.

## Fabuła
Uczennica liceum o imieniu Himeno Awayuki próbuje dostosować się do nowego życia po tym jak jej owdowiały ojciec powtórnie się żeni z bogatą wdową Natsue. Podczas drogi do szkoły na skróty, Himeno wyskakuje z krzaków i ląduje na Hayate, Rycerzu Wiatru. Po krótkiej kłótni Himeno, chce uderzyć Hayate, który jednak blokuje jej rękę, co skutkuje rozbłyskiem silnego światła. Później spotyka innych Rycerzy Leafe (ang. leaf – liść), którzy mówią jej, że czerwony śnieg spadający ostatnio na miasto, jest zjawiskiem spowodowanym przez Księżniczkę Zagłady, która się budzi, i używa demonicznych larw do wchłonięcia Leafe, esencji wszelkiego życia. Proszą Himeno aby stała się Prétear i pomogła im chronić świat. Himeno jest początkowo niechętna, uważając, że starają się spłatać jej figla. Kiedy larwa atakuje ich i wykrada Leafe, Himeno zgadza się pomóc. 

## Bohaterowie
Himeno Awayuki (jap. 淡雪 姫乃 Awayuki Himeno)
Seiyū: Sayuri Yoshida 
Szesnastoletnia bohaterka Prétear. Po śmierci matki jej ojciec powtórnie się żeni, Himeno musi nauczyć się żyć wśród elity społecznej, ma jednak problemy z dostosowaniem się. W miarę jak odosobnienie Himeno rośnie, spotyka Hayate i innych Rycerzy Leafe którzy mówią jej, że jest Prétear, która jest potrzebna, aby uratować świat. Zakochuje się w Hayate w trakcie serii.
Hayate (jap. 颯 Hayate)
Seiyū: Kōsuke Toriumi 
Jest Rycerzem Wiatru. Hayate jest początkowo wrogo nastawiony do Himeno, odmawiając uznania jej jako nową Prétear ze względu na wcześniejsze doświadczenia. Hayate stopniowo zaczyna akceptować ją jako Prétear, ostatecznie zakochuje się w niej.
Sasame (jap. 細 Sasame)
Seiyū: Takahiro Sakurai 
Jest Rycerzem Dźwięku i pracuje w radiu, rozwiązując problemy ludzi na żywo. W mandze, pozostaje on rycerzem Leafe i wydaje się zakochiwać w Himeno. W anime, staje się później Rycerzem Ciemności Fenrir po wyznaniu, że był zakochany w Takako 16 lat temu. W adaptacji anime jego osobowość zmienia się na spokojniejszą, bardziej poważną.
Kei (jap. 蛍 Kei)
Seiyū: Makoto Naruse 
Jest Rycerzem Światła i pracuje w firmie internetowej. Kei jest najbardziej praktyczny i bezpośredni z Rycerzy, co czasami prowadzi do konfrontacji. W anime, Kei jest bardziej narcystyczny, o czym świadczą liczne zabawki przedstawiające jego osobę i zdjęcia w jego pracy.
Go (jap. 豪 Gō)
Seiyū: Shōtarō Morikubo 
Jest Rycerzem Ognia i pracuje jako kelner na pół etatu.
Mannen (jap. 万年 Mannen)
Seiyū: Akiko Yajima 
Jest Rycerzem Lodu i jest liderem dla młodszych Rycerzy Leafe. Wraz z Hajime i Shin, zmarł podczas walki z Księżniczką Zagłady szesnaście lat temu i odrodził się jako dziecko.
Hajime (jap. 初 Hajime)
Seiyū: Misato Fukuen 
Jest Rycerzem Wody i drugim najmłodszym Rycerzem Leafe.
Shin (jap. 新 Shin)
Seiyū: Tamaki Nakanishi 
Najmłodszy Rycerz Leafe. Jest Rycerzem Roślin. Może użyć swoich umiejętności aby uzdrawiać rośliny i jest bardzo wrażliwy. Jak pozostała dwójka Rycerzy zginął szesnaście lat temu walcząc z Księżniczką Zagłady i odrodził się jako dziecko.
Mayune Awayuki (jap. 淡雪 繭根 Awayuki Mayune)
Seiyū: Satsuki Yukino 
Jest tym samym wieku co Himeno. Najstarsza córka Natsue, jest źle nastawiona względem Himeno za pochodzenie z ubogiej rodziny. Mayune często płata figle aby poniżyć Himeno i skarży się na nią swojej matce. Mayune i Himeno godzą się po tym jak Himeno ratuje Mawatę z Wielkiego Drzewa Fenrir.
Mawata Awayuki (jap. 淡雪 真綿 Awayuki Mawata)
Seiyū: Akemi Kanda 
Ma 14 lat. Inteligentna i opanowana, Mawata jest pozornie idealnym dzieckiem w rodzinie. Jednak jej na zewnętrzny postawa spokojna jest używana, aby ukryć jej samotność i poczucie straty po rozwodzie rodziców. Ostatecznie, żal Mawaty został wykorzystany przez Fenrir do stworzenia Wielkiego Drzewa.
Kaoru Awayuki (jap. 淡雪 薫 Awayuki Kaoru)
Seiyū: Yūji Ueda 
Były autor romansów i ojciec Himeno. Przestał pisać z powodu śmierci matki Himeno.
Natsue Awayuki (jap. 淡雪 夏江 Awayuki Natsue)
Seiyū: Kikuko Inoue 
Bogata i wpływowa kobieta, która poślubiła swoją nastoletną sympatię Kaoru Awayuki po rozwodzie. Jej córki są nazwane po postaciach z jej ulubionej książki napisanej przez Kaoru, "Twin Princesses". Natsue jest zazdrosna o byłą żonę swojego męża i o Himeno, traktując ją bardziej surowo niż jej córki. Wynikiem nienawiści jest opętane przez Księżniczkę Zagłady. W anime, Natsue zostaje opętana przez Księżniczkę Zagłady, nigdy nie okazuje zazdrości o zmarłą żonę Kaoru, ani o Himeno.
Mr. Tanaka (jap. 田中 Tanaka)
Seiyū: Takehito Koyasu 
Yayoi Takato (jap. 高斗 弥生 Takato Yayoi)
Seiyū: Yukari Tamura 
Fenrir, Księżniczka Zagłady (jap. 災妃フェンリル Saihi Fenriru) / Takako (jap. 貴子 Takako)
Seiyū: Yui Horie 

## Muzyka
Muzyka z anime:
- Opening – "White Destiny" – Yōko Ishida
- Ending – "Lucky Star" – Sayuri Yoshida